# 99 (أغنية)
"99" هي أغنية لفرقة الروك الأمريكية توتو. ظهرت الأغنية في ألبوم هيدرا في عام 1979. وصلت إلى الرقم 26 على قوائم بيلبورد عند إصدارها كإصدار فردي. في كندا وصلت إلى المرتبة 17 على مخطط الأغاني الفردية بمجلة آر بي إم.

## التطوير
كتبت الأغنية تكريمًا لفيلم جورج لوكاس THX 1138، ويشبه الفيديو الموسيقي مشهدًا في الفيلم. في الفيديو، كما هو الحال في مشهد الفيلم عندما تم سجن الشخصية الرئيسية (المسماة "THX 1138" والملقب بـ«ثيكس»)، تكون الغرفة بيضاء تمامًا والجميع يرتدون بذلة بيضاء. استعرضت توتو ليجند، النشرة الرسمية الدولية السابقة لفريق توتو فان كلوب، الفيديو: 
 "99" كانت في الغالب شريط فيديو أدائي، مع أن تصميم المجموعة كان مفاهيمي إلى حد ما. وباتباع نية ديفيد بايتش فيما يتعلق بالأغاني، حول مجتمع معقم يتم فيه نسيان الأسماء وحبها، كانت المجموعة بيضاء معقمة، مع تعليق الرقم 99 بأحجام مختلفة وهم يقفون حولها، وكانت الفرقة مغطاة بملابس بيضاء مستقبلية. كانت هناك بعض اللقطات البارزة في هذا البرنامج - لقطات عن قرب للوحة المفاتيح وعرض فني لجيف من خلال رأس طبلة شفاف، وهي تقنية نسختها العديد من مقاطع الفيديو الشائعة منذ ذلك الحين. 
 اعترف عازف الجيتار ستيف لوكاثر منذ ذلك الحين أنه ومع شعبية الأغنية، إلا أنها واحدة من أقل المقطوعات الموسيقية المفضلة لديه، بل إنه قال إنه «كرهها تمامًا». ودعا كلمات «منفرج».[بحاجة لمصدر]

## الموظفين

### توتو
- بوبي كيمبل - دعم غناء
- ستيف لوكاثر - القيثارات، وغناء الدعم
- ستيف بوركارو - لوحات المفاتيح
- ديفيد بايتش - لوحات المفاتيح وبيانو، وغناء الدعم
- ديفيد هنغ - البيس
- جيف بوركارو - الطبول، الإيقاع

## قائمة التشغيل
1. "99" - (3:28)
2. «هيدرا» - (5:04)